# Greve

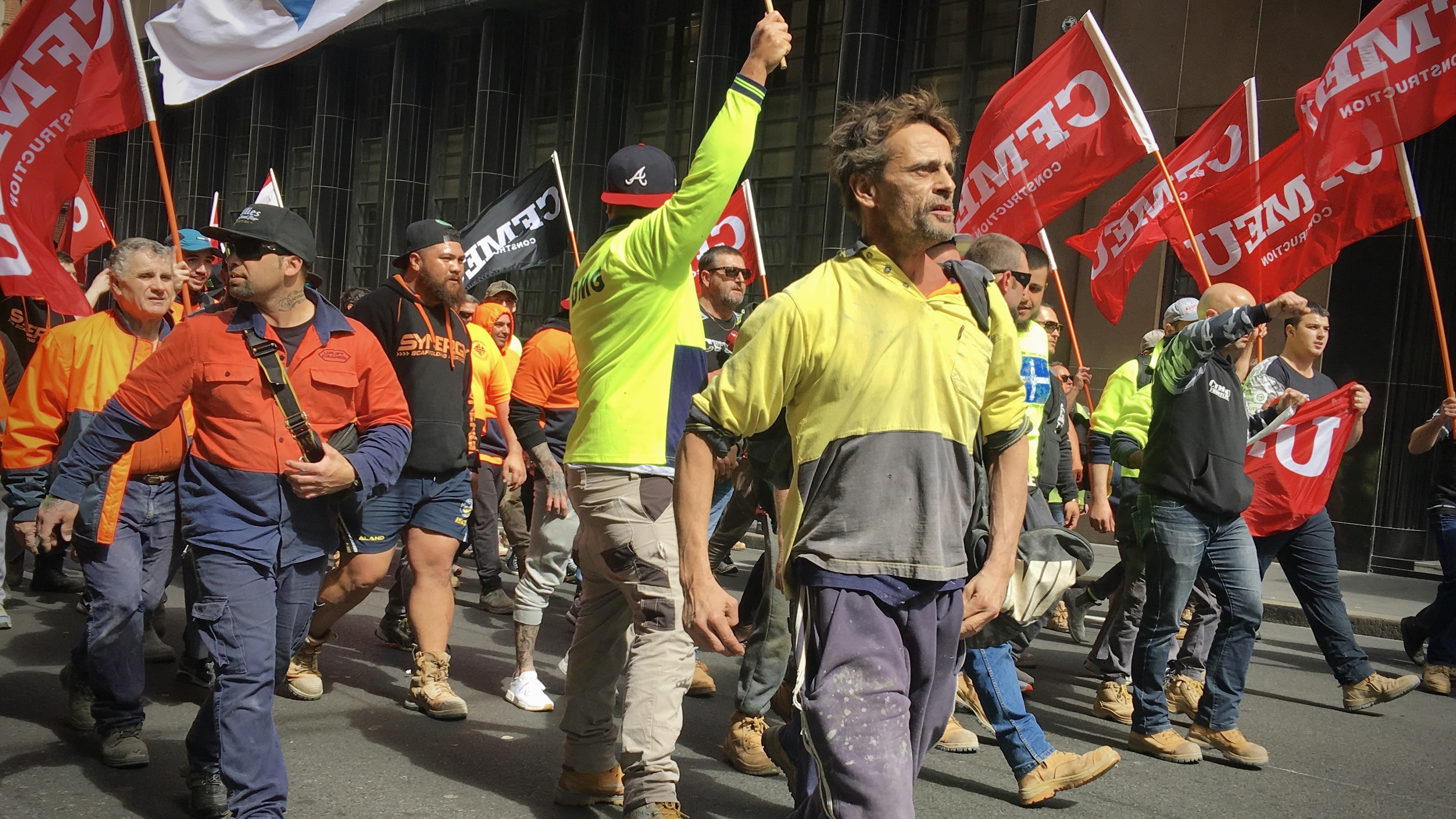
Um comício sindical em Sydney, Austrália, 2018

Greve é uma paralisação de trabalho causada pela recusa em massa de funcionários em trabalhar. Geralmente ocorre em resposta a reclamações de funcionários e se tornaram comuns durante a Revolução Industrial, quando o trabalho em massa se tornou importante nas fábricas e minas. À medida que a prática ficou disseminada, os governos foram frequentemente pressionados a agir (seja por empresas privadas ou por trabalhadores sindicalizados). Quando a intervenção estatal ocorria, raramente era neutra ou amigável. As primeiras greves foram frequentemente consideradas conspirações ilegais ou ações de cartéis anti-competitivos e muitas foram sujeitas a uma repressão legal maciça por parte da polícia estadual, do poder militar federal e dos tribunais federais. Muitas nações ocidentais legalizaram a greve sob certas condições no final do século XIX e início do século XX.
Às vezes, greves são usadas para pressionar governos a mudar políticas. Ocasionalmente, as greves desestabilizam o governo de um determinado partido político ou governante; nesses casos, as greves geralmente fazem parte de um movimento social mais amplo, assumindo a forma de uma campanha de resistência civil. Exemplos notáveis são o Estaleiro de Gdańsk de 1980 e a Greve de Alerta de 1981 liderada por Lech Wałęsa. Estas greves foram significativas na longa campanha de resistência civil por mudanças políticas na Polónia e foram um importante esforço de mobilização que contribuiu para a queda da Cortina de Ferro e o fim do regime do partido comunista na Europa de Leste. Outro exemplo é a greve geral na Alemanha de Weimar que se seguiu ao Kapp-Putsch em março de 1920. Foi convocado pelo Partido Social Democrata (SPD) e recebeu um apoio tão amplo que resultou no colapso do golpe.

## História

### Greves pré-industriais

O chamado "Papiro de Ataque", escrito por Amunnakht, entre 1187 e 1157 a.C., Novo Reino do Egito. Museu Egípcio, Turim

O primeiro relato historicamente certo de uma greve ocorreu no Antigo Egito, em 14 de novembro de 1152 a.C., quando os artesãos da Necrópole Real de Deir el-Medina abandonaram seus empregos em protesto contra a falha do governo de Ramsés III em pagar seus salários em dia e integralmente. 
A primeira fonte judaica para a ideia de uma greve trabalhista aparece no Talmude, que registra que os padeiros que preparavam o pão da proposição para o altar entraram em greve.
Um dos primeiros antecessores da greve geral pode ter sido a secessio plebis na Roma antiga. Em The Outline of History, H. G. Wells caracterizou este evento como "os plebeus parecem ter inventado a greve, que agora faz sua primeira aparição na história". Sua primeira greve ocorreu porque eles "viram com indignação seus amigos, que muitas vezes serviram bravamente o estado nas legiões, acorrentados e reduzidos à escravidão a pedido dos credores patrícios".

### Durante e depois da Revolução Industrial

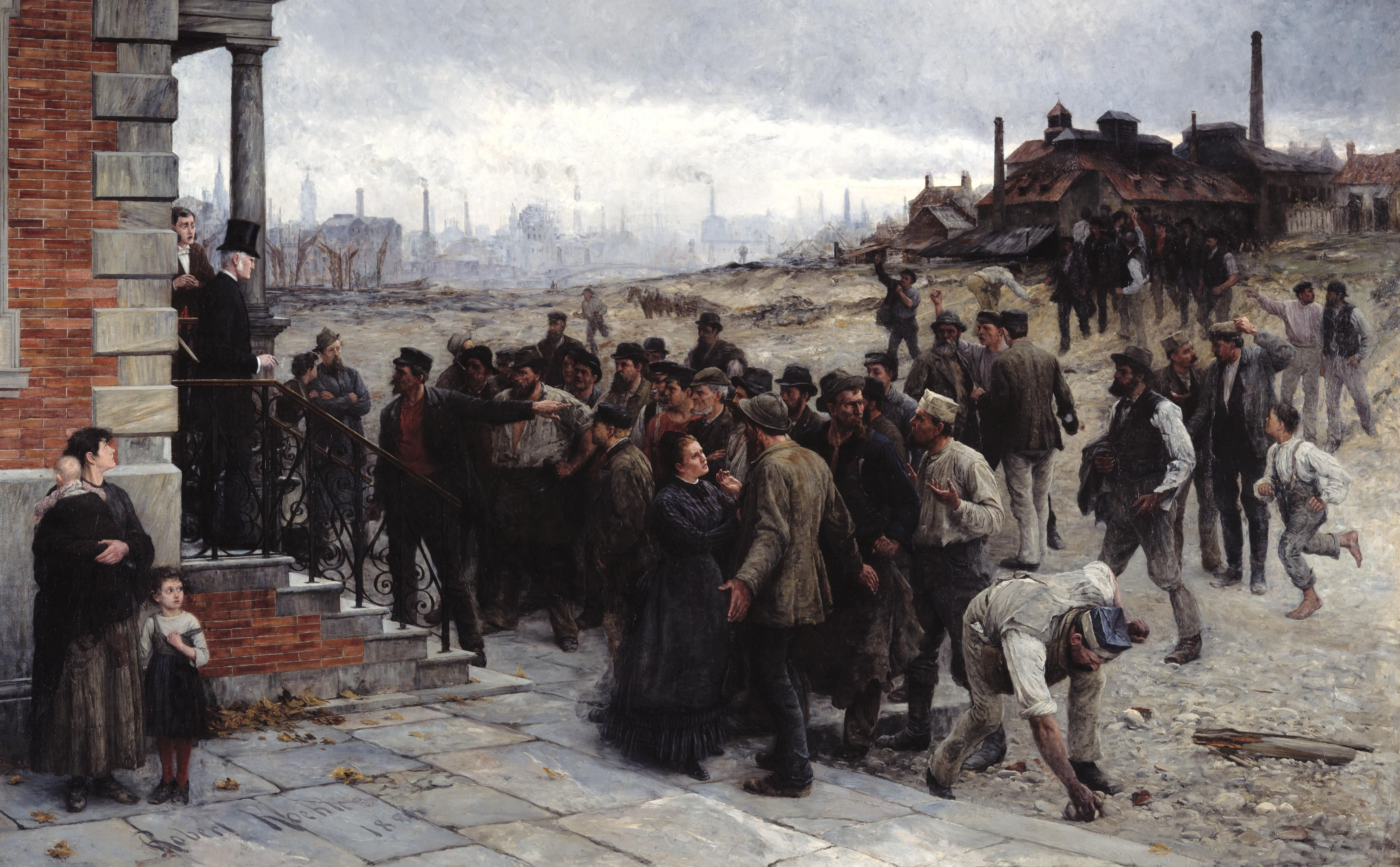
Trabalhadores agitados enfrentam o dono da fábrica em A Greve. Pintado por Robert Koehler em 1886.

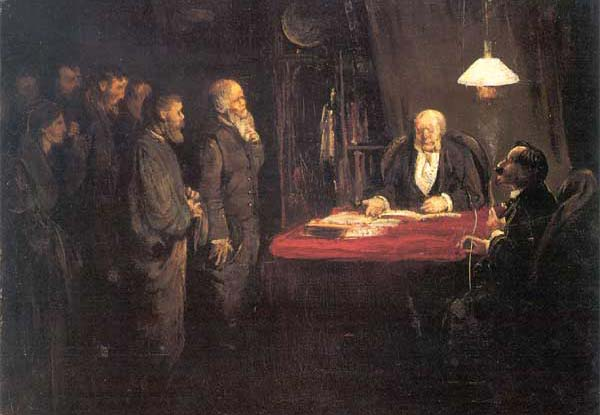
Ação de greve (1879), pintura de Theodor Kittelsen

A greve só se tornou uma característica do cenário político com o início da Revolução Industrial. Pela primeira vez na história, um grande número de pessoas pertencia à classe trabalhadora industrial; elas viviam em cidades e vilas, trocando seu trabalho por pagamento. Na década de 1830, quando o movimento cartista estava no auge na Grã-Bretanha, uma verdadeira e generalizada "consciência operária" estava despertando. Em 1838, um comitê da Sociedade Estatística de Londres "utilizou o primeiro questionário escrito… O comitê preparou e imprimiu uma lista de perguntas 'concebidas para obter a história completa e imparcial das greves.'"

Em 1842, as demandas por salários e condições mais justos em muitos setores diferentes finalmente explodiram na primeira greve geral moderna. Após a segunda Petição Cartista ter sido apresentada ao parlamento britânico em abril de 1842 e rejeitada, a greve começou nas minas de carvão de Staffordshire, Inglaterra, e logo se espalhou pela Grã-Bretanha, afetando fábricas, fábricas de algodão em Lancashire e minas de carvão de Dundee a Gales do Sul e Cornualha. Em vez de ser uma revolta espontânea das massas amotinadas, a greve foi motivada politicamente e impulsionada por uma agenda para obter concessões. Cerca de metade da força de trabalho industrial da época estava em greve no seu auge – mais de 500 mil homens. A liderança local reuniu uma crescente tradição da classe trabalhadora para organizar politicamente seus seguidores e lançar um desafio articulado ao establishment político capitalista. Friedrich Engels, um observador em Londres na época, escreveu:
pelos seus números, esta classe tornou-se a mais poderosa da Inglaterra, e ai dos ingleses ricos quando se tornarem conscientes deste fato… O proletário inglês está apenas a tomar consciência do seu poder e os frutos desta consciência foram os distúrbios do verão passado.

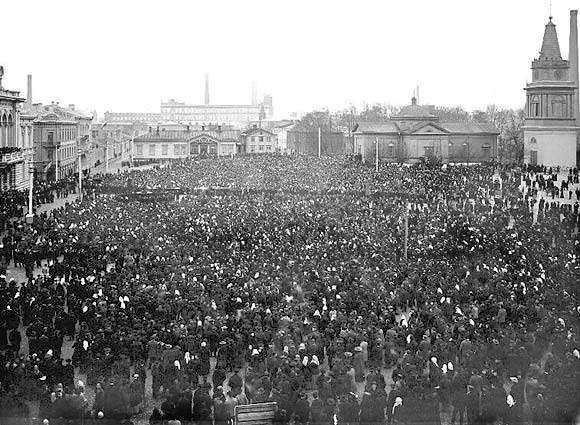
Uma greve geral em 5 de novembro de 1905 em Tampere, Finlândia

À medida que o século XIX avançavam, as greves se tornaram uma constante nas relações industriais em todo o mundo industrializado, à medida que os trabalhadores se organizavam para negociar coletivamente melhores salários e padrões com seus empregadores. Karl Marx condenou a teoria de Pierre-Joseph Proudhon que criminalizava a greve na sua obra A Miséria da Filosofia.

### Ataques de reconhecimento
Uma greve de reconhecimento é uma greve industrial implementada para forçar um determinado empregador ou indústria a reconhecer um sindicato como o agente legítimo de negociação coletiva para os trabalhadores de uma empresa. Em 1949, seu uso nos Estados Unidos foi descrito como "uma arma usada com resultados variados pelo trabalho nos últimos quarenta anos ou mais". Um exemplo citado foi a formação bem-sucedida dos Trabalhadores Automobilísticos Unidos, que obteve o reconhecimento da General Motors através da greve de Flint de 1936-37. Eram mais comuns antes do advento da moderna lei trabalhista americana (incluindo a Lei Nacional de Relações Trabalhistas), que introduziu processos que obrigavam legalmente um empregador a reconhecer a legitimidade de sindicatos devidamente certificados.
Dois exemplos incluem a greve de reconhecimento da US Steel em 1901 e a subsequente greve do carvão em 1902. Um estudo de 1936 sobre greves nos Estados Unidos indicou que cerca de um terço do número total de greves entre 1927 e 1928, e mais de 40 por cento em 1929, foram devido a "exigências de reconhecimento sindical, encerramento de lojas e protestos contra a discriminação sindical e violação de acordos sindicais". Um estudo de 1988 sobre a atividade grevista e a sindicalização em departamentos de polícia municipais não sindicalizados entre 1972 e 1978 concluiu que as greves de reconhecimento foram realizadas "principalmente onde as leis de negociação [forneciam] pouca ou nenhuma proteção dos direitos de negociação".
Em 1937, houve 4.740 greves nos Estados Unidos.  Esta foi a maior onda de greves na história trabalhista americana. O número de grandes greves nos EUA caiu 97%, de 381 em 1970 para 187 em 1980 e apenas 11 em 2010. As empresas reagiram à ameaça de greve ameaçando fechar ou mudar uma fábrica.

## Frequência e duração

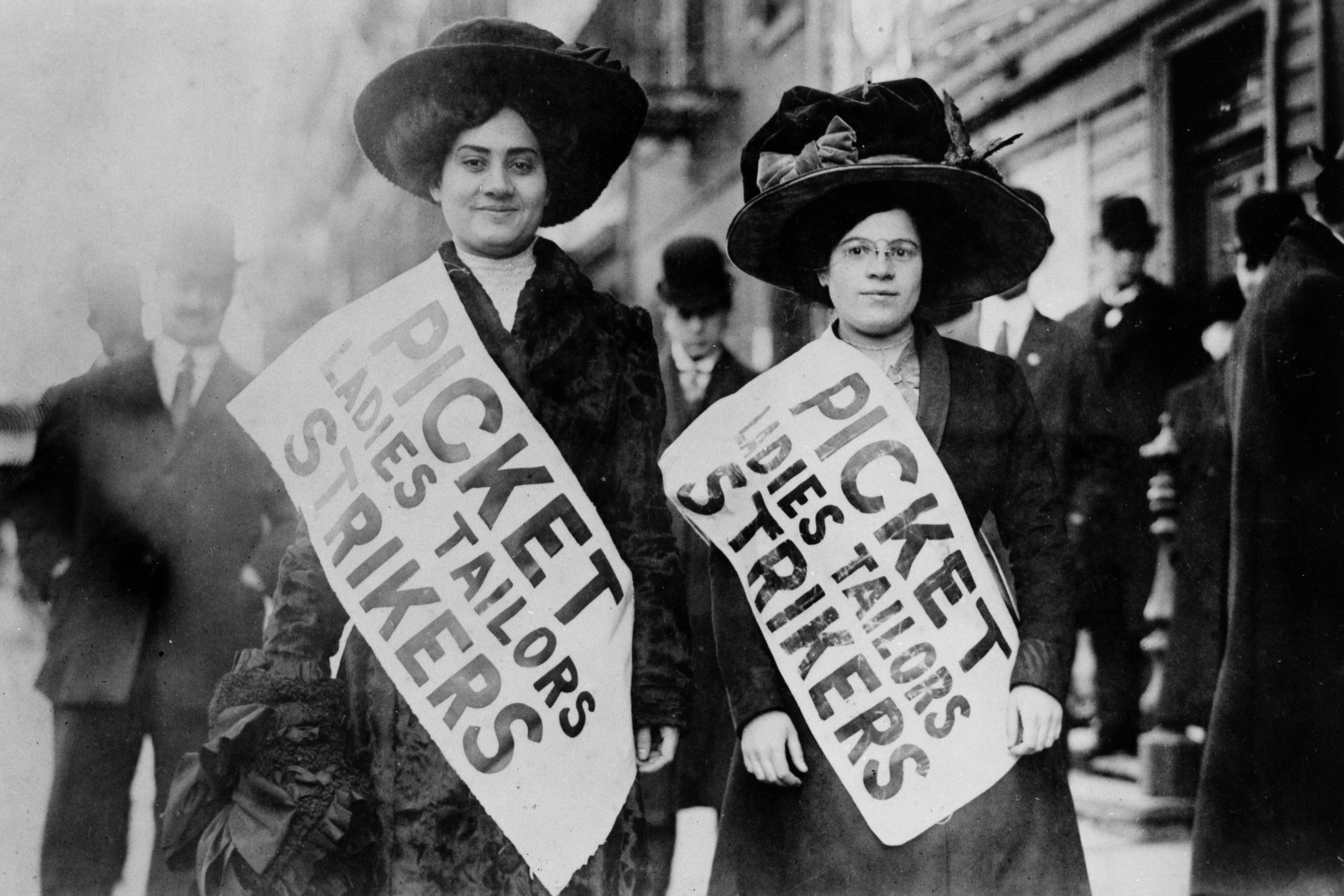
Alfaiates em greve, Nova York, fevereiro de 1910

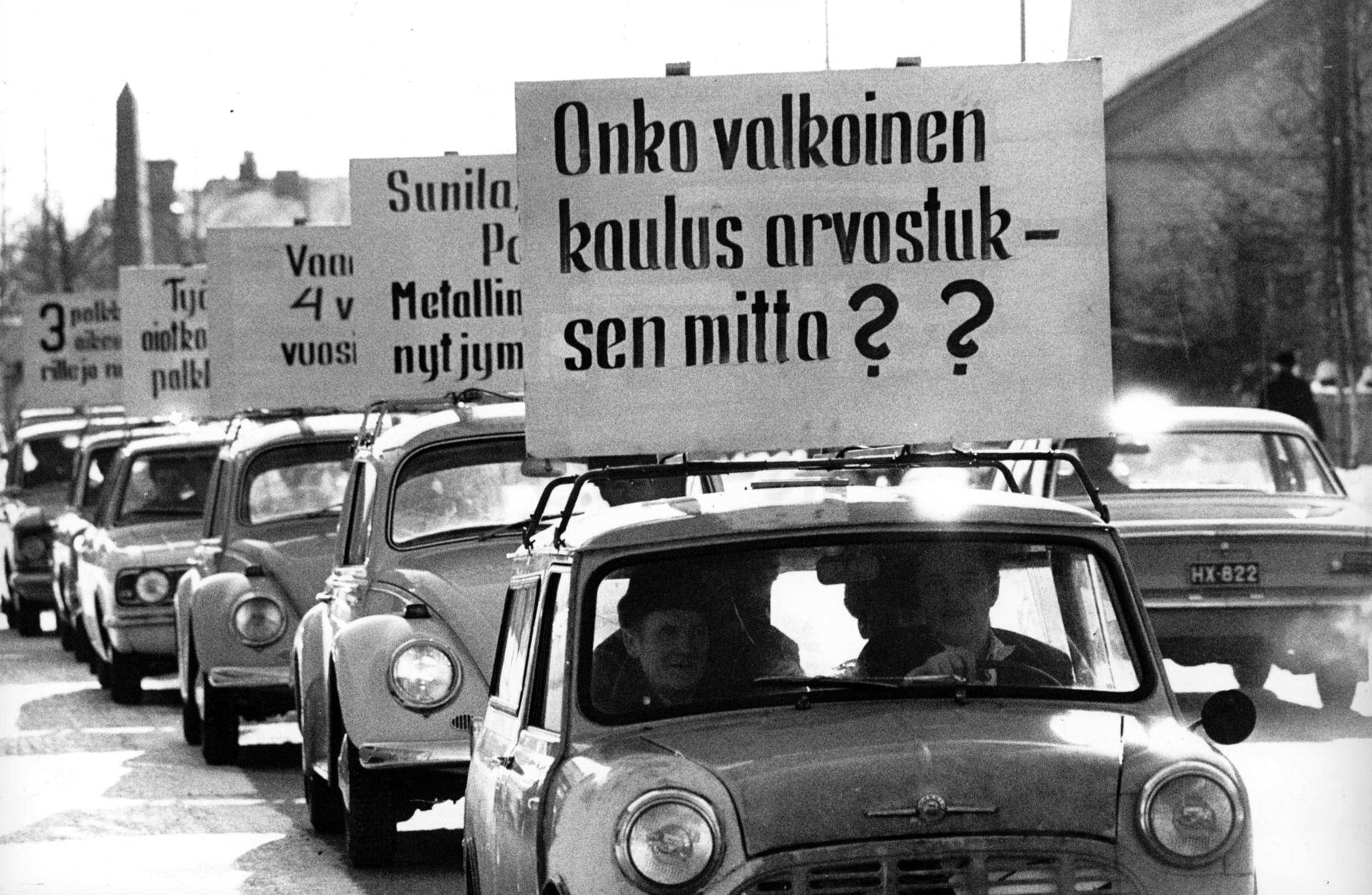
Metalúrgicos fazendo greve motorizada em Hyvinkää, Finlândia, em março de 1971

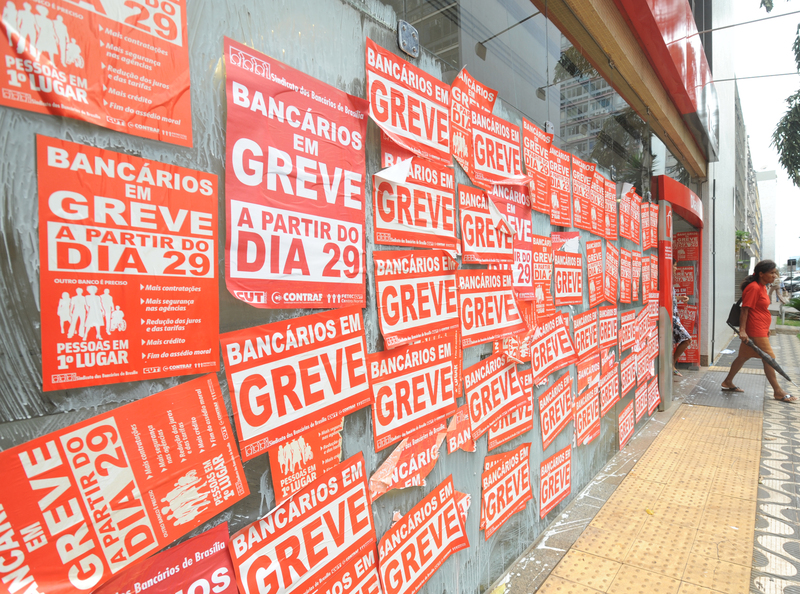
Greve em agência do Bradesco, em Brasília.

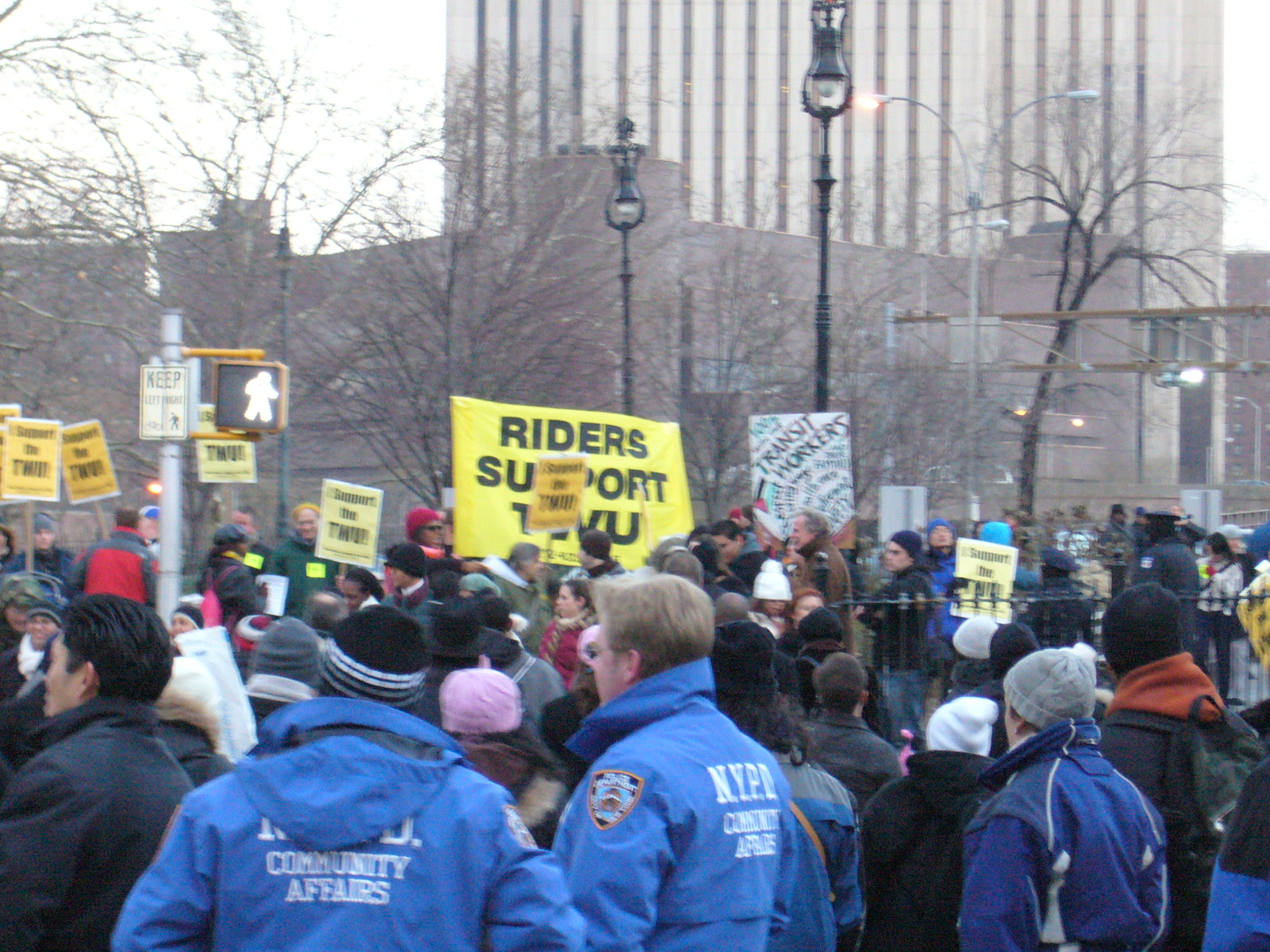
A greve dos transportes públicos de Nova Iorque em 2005

As greves são raras, em parte porque muitos trabalhadores não estão abrangidos por um acordo de negociação coletiva. As greves que ocorrem são geralmente de duração bastante curta. O economista trabalhista John Kennan observa:

Na Grã-Bretanha, em 1926 (o ano da a greve geral), cerca de 9 dias de trabalho por trabalhador foram perdidos devido a greves. Em 1979, a perda devido a greves foi de pouco mais de um dia por trabalhador. Esses são os casos extremos. Nos 79 anos seguintes a 1926, o número de dias de trabalho perdidos na Grã-Bretanha foi inferior a 2 horas por ano por trabalhador. Nos EUA, a ociosidade devido a greves nunca excedeu a metade de um por cento do total de dias de trabalho em qualquer ano durante o período de 1948 a 2005; a perda média foi de 0,1% ao ano. Da mesma forma, no Canadá, no período de 1980 a 2005, o número anual de dias de trabalho perdidos devido a greves nunca excedeu um dia por trabalhador; em média, nesse período, o tempo de trabalho perdido devido a greves foi de cerca de um terço de um dia por trabalhador. Embora os dados não estejam prontamente disponíveis para uma ampla amostra de países desenvolvidos, o padrão descrito acima parece ser bastante geral: os dias perdidos devido a greves chegam a apenas uma fração de um dia por trabalhador por ano, em média, excedendo um dia apenas em alguns anos excepcionais.
Desde a década de 1990, as greves diminuíram ainda mais, um fenômeno que pode ser atribuído aos menores custos de informação (e, portanto, ao acesso mais fácil à informação sobre rendas econômicas) possibilitados pela informatização e pelo aumento do endividamento pessoal, que aumenta o custo da perda de emprego para os trabalhadores em greve. Nos Estados Unidos, o número de trabalhadores envolvidos em grandes paralisações que envolveram pelo menos mil trabalhadores durante pelo menos um turno completo diminuiu geralmente entre 1973 e 2017 (coincidindo com uma diminuição geral na filiação sindical), antes de aumentar substancialmente em 2018 e 2019. No período de 2018 e 2019, 3,1% dos membros do sindicato estiveram envolvidos numa paralisação de trabalho em cada ano, em média, estas greves também envolveram mais trabalhadores do que nunca registado, com uma média de 20 mil trabalhadores a participar em cada grande paralisação de trabalho em 2018 e 2019.

### Por país
No período de 1996 a 2000, os dez países com mais greves (medidas pelo número médio de dias não trabalhados por cada 1000 empregados) foram os seguintes:
| País          | Dias não trabalhados |
| ------------- | -------------------- |
| Dinamarca     | 296                  |
| Islândia      | 244                  |
| Canadá        | 217                  |
| Espanha       | 189                  |
| Noruega       | 135                  |
| Coréia do Sul | 95                   |
| Irlanda       | 90                   |
| Austrália     | 86                   |
| Itália        | 76                   |
| França        | 67                   |

## Lusofonia

### Brasil
Em nível infraconstitucional, a lei nº 7 783/89 traz os ditames que regulam o exercício do direito de greve por parte dos trabalhadores da iniciativa privada, trazendo a forma para o exercício do direito de greve, o modo e os prazos que devem ser acatados para que o movimento paredista seja considerado legítimo. Além disso, a referida lei traz o rol de atividades e serviços públicos considerados essenciais para a manutenção da saúde e segurança públicas. São eles o: I - tratamento e abastecimento de água; produção e distribuição de energia elétrica, gás e combustíveis; II - assistência médica e hospitalar; III - distribuição e comercialização de medicamentos e alimentos; IV - funerários; V - transporte coletivo; VI - captação e tratamento de esgoto e lixo; VII - telecomunicações; VIII - guarda, uso e controle de substâncias radioativas, equipamentos e materiais nucleares; IX - processamento de dados ligados a serviços essenciais;  X - controle de tráfego aéreo; XI compensação bancária.
Conforme determina o parágrafo único do art. 3º da Lei 7 783/89, caso as partes não obtenham êxito nas negociações, os trabalhadores poderão, através de decisão firmada em assembleia, optar pela realização da greve ou não. Optando pela Greve, os trabalhadores devem comunicar os empregadores com o mínimo de 48 horas para início do movimento paredista, ou 72 horas nas atividades consideradas essenciais à comunidade, conforme já destacado acima. Frisa-se que a escolha por implementar o "Estado de Greve", ao invés de deflagrar o movimento em si efetivamente, não tem o condão de impor ao empregador quaisquer dos obstáculos garantidos pela Lei, como, por exemplo, a impossibilidade de substituição dos trabalhadores e demissão destes, uma vez que estas garantias são atribuídas aos grevistas propriamente ditos.

### Portugal
A greve dos operários de fundição e serralharia em 1849, é considerada a primeira greve industrial, mas nas décadas seguintes, até à I República, houve paralisações dos trabalhadores tabaqueiros, das marinhas e arrozais, mineiros, caminhos de ferro, chapeleiros ou operários da construção civil, entre outras. A primeira greve geral realizada em Portugal desde o derrube do fascismo teve lugar a 12 de Fevereiro de 1982, convocada pela CGTP durante o governo AD. A CGTP, sem o apoio da UGT organizou ainda as greves gerais de 10 de Dezembro de 2002 e 24 de Novembro de 2010. A primeira greve geral, que uniu as duas centrais sindicais (UGT e CGTP) foi em 28 de Março de 1988 durante o governo de Cavaco Silva. A situação repetir-se-ia em 24 de Novembro de 2010 durante o governo de José Sócrates, e em 24 de Novembro de 2011 e 27 de Junho de 2013 durante o governo de Pedro Passos Coelho.